# IAQVEC
L'IAQVEC (Indoor Air Quality, Ventilation and Energy Conservation in Buildings) est une organisation scientifique internationale dont la mission est de fournir un soutien technique, des conseils et des publications techniques à l'industrie et aux organismes de recherche pour l'optimisation de la qualité de l'air intérieur, de la technologie de ventilation et des économies d'énergie grâce à conférences et ateliers annuels. Les conférences couvrent un large éventail de domaines de recherche clés dans le but d'améliorer simultanément la qualité de l'environnement intérieur (IEQ) et l'efficacité énergétique, améliorant ainsi le bien-être et la durabilité. L'association a été créée en 1992,,,.

## Histoire
En 1992, l'IAQVEC a été officiellement fondée par Fariborz Haghighat et Francis Allard avec la première conférence de l'IAQVEC a eu lieu à Montréal lors de la 5e Conférence internationale Jacques Cartier à Montréal et tient une réunion annuelle depuis 1992,.
Les conférences IAQVEC passées et futures comprennent,,,,, :
| Année | Emplacement                | Président(s) de la conférence                              |
| ----- | -------------------------- | ---------------------------------------------------------- |
| 2026  | Los Angeles, États-Unis    | Professeur Joon-Ho Choi                                    |
| 2023  | Tokyo, Japon               | Professeur Ryozo Ooka                                      |
| 2019  | Bari, Italie               | Professeur Umberto Berardi                                 |
| 2016  | Séoul, Corée du Sud        | Professeur Kwang Woo Kim                                   |
| 2013  | Prague, République Tchèque | Professeur Karel Kabélé                                    |
| 2010  | Syracuse, États-Unis       | Professeur Jianshun Zhang                                  |
| 2007  | Sendaï, Japon              | Professeur Hiroshi Yoshino                                 |
| 2004  | Toronto, Canada            | Professeur Chérif Barackat                                 |
| 2001  | Hunan, Chine               | Professeur G. Zhang et professeur Chow                     |
| 1998  | Lyon, France               | Pr Gérard Guarracino                                       |
| 1995  | Montréal, Canada           | Professeur Fariborz Haghighat                              |
| 1992  | Montréal, Canada           | Professeur Fariborz Haghighat et professeur Francis Allard |

## Objectifs
Les objectifs de l'association sont :
1. Promouvoir les avancées scientifiques, technologiques et techniques liées aux domaines de l’IAQVEC au niveau international
2. Développer et diffuser les connaissances et informations liées à l’IAQVEC
3. Promouvoir et organiser des conférences IAQVEC tous les trois ans[11],[14].

## Voir également
- Société américaine des ingénieurs en chauffage, réfrigération et climatisation (ASHRAE)